# Yassine Belattar
Pour les articles homonymes, voir Belattar.
Yassine Belattar né le 27 juin 1982 à Conflans-Sainte-Honorine, est un chroniqueur, animateur de radio et de télévision et podcasteur franco-marocain.
À la radio, il a exercé sur Générations 88.2 puis au Mouv' et sur Radio Nova. À la télévision, il a animé des talk-show, des émissions de divertissement et d'actualité et a été chroniqueur sur Canal+, Virgin 17, Paris Première, France 4, Comédie+ et C8.
Il se produit également dans des spectacles de stand-up et des one-man-show.
Considéré comme proche d'Emmanuel Macron, celui-ci le nomme en mars 2018 membre de l'instance du Conseil présidentiel des villes. Il en démissionne en octobre 2019.
En septembre 2023, il est condamné à quatre mois d’emprisonnement avec sursis pour menaces de mort et de crimes à l’encontre de personnalités du monde du spectacle.

## Biographie

### Famille et jeunesse
Né en France de parents marocains,, Yassine Belattar grandit à L'Étang-la-Ville (Yvelines). Il acquiert la nationalité française le 18 janvier 1994, par l'effet collectif attaché à la naturalisation de son père.
Lorsqu'il a 18 ans, sa famille déménage aux Mureaux.

### Débuts à la radio
À partir de 2003, il anime des chroniques matinales au sein de la radio Générations 88.2. Il fait la rencontre de Thomas Barbazan, avec qui il formera un duo complémentaire mélangeant humour et musique. Il quitte Générations en 2007.

### Carrière artistique et médiatique
En 2006, il se produit à Barres de rire, un spectacle de stand-up inédit. Thomas Barbazan et lui montent sur scène en compagnie de leurs camarades Fabrice Éboué, Patson, le Comte de Bouderbala, Yacine Belhousse, Mamane et Thomas N'Gijol au Théâtre de Ménilmontant à Paris.
En février 2009, il anime un talk-show satirique Le Belattar Show sur France 4. En octobre 2009, Belattar effectue son retour sur cette chaîne pour y animer un talk-show hebdomadaire On achève bien l'info pendant un an. Y participent son confrère Thomas Barbazan ainsi que divers chroniqueurs qu’il a découverts (en plus de ceux du Belattar Show).
Le 1er septembre 2010, il est recruté par le PDG de Radio France, Jean-Luc Hees. Il anime pendant un an la matinale du Mouv'. Son contrat n'est pas renouvelé à l'issue de cette saison pour cause de mésentente avec le responsable de la station, Patrice Blanc-Francard.
Le 20 avril 2011, avec le soutien de Radio France, il lance l'opération « Vote Tout terrain » (« Vote Tout terrain, va t'inscrire et on vient ! »), un concours inter-villes ayant pour objectif de mobiliser le jeune électorat de l'élection présidentielle de 2012.
En mars 2012, à la suite de l'appel à candidatures du Conseil supérieur de l'audiovisuel (CSA) pour la diffusion de six chaînes nationales en haute définition sur la TNT, Belattar candidate avec le projet URb TV, qui finalement fusionne avec TVous La télédiversité pour donner Numéro 23. Cofondateur de la chaîne, il en devient le consultant, chargé du repérage de talents.
Fin 2012 et début 2013, il est à l'affiche d’Ingérable, spectacle écrit en collaboration avec les auteurs des Guignols de l'Info Lionel Dutemple et Julien Hervé. En 2014, il est sur la scène du Théâtre de Dix Heures (dont il est un actionnaire minoritaire) à Paris pour ce même one man show. Il se moque tour à tour des Arabes, des Noirs, des Blancs, des Juifs et des Hindous.
En octobre 2015, il est le nouveau visage de La Grosse Émission, lors de son retour sur Comédie+ en quotidienne. Sans explication, il cesse d'animer l'émission dès janvier 2016.
À partir d'octobre 2016, il anime, avec Thomas Barbazan, l'émission Les 30 Glorieuses sur Radio Nova. L'émission participera notamment à la découverte de l'humoriste Djamil Le Shlag. Il apparaît dans l'épisode 2015 : Pas très Charlie du shortcom Cocovoit, dans le rôle du conducteur. En 2018, le dirigeant de Nova, Bernard Zekri, lui apportera son soutien contre les accusations dont il fait l'objet. Le 28 mars 2019, il est mis en retrait par Radio Nova en raison de sa mise en examen pour menaces de mort et harcèlement moral, il est de retour à l'antenne le 23 avril. À la fin du mois de juin 2019, l'animateur annonce la fin de son émission, Les 30 Glorieuses, sur Radio Nova. Il poursuit sa collaboration avec Thomas Barbazan dans L'Heure de Gloire disponible en podcast sur Deezer. Le podcast devient payant à partir de septembre 2022. À la suite d'une inondation, l'enregistrement est délocalisé du Théâtre de Dix Heures au Pinup Bar jusqu'au 28 juillet 2023. Depuis le 28 août 2023, le podcast déménage une nouvelle fois au "82", un bar situé au 82 rue des Martyrs à Paris. Le public peut toujours assister au podcast, enregistré du lundi au vendredi. Depuis 2022, le podcast est diffusé sur Spotify.
En septembre 2021, il tient une chronique intitulée Belattar refait l’info dans Touche pas à mon poste ! sur C8.
En 2024, il reprend son dernier spectacle en France. Une de ses représentations en avril à Romans-sur-Isère, ville administrée par la maire divers droite Marie-Hélène Thoraval, est annulée. La mairie invoque alors « un événement impondérable », « une intervention d'urgence sur le théâtre ».

### Bar PMU
Il rachète un bar-PMU de Sevran, le Jockey-Club. Il est accusé fin 2016 dans un reportage de France 2 de ne pas y accueillir les femmes. Il finit par le revendre fin 2019.

### Vie privée
Yassine Belattar est père de trois enfants.

## Positions et engagements

### Rapport à la religion

#### Sur son engagement personnel
Bien que se revendiquant musulman, il regrette ne pas être « le meilleur des musulmans. Ce n’est pas ça qui m’habite. »

#### Sur le port du voile
Le 22 octobre 2019, l'humoriste s'en prend au ministre de l'Éducation nationale Jean-Michel Blanquer en lui reprochant ses propos sur le voile en déclarant : « Si j'étais lui, j'éviterais de mettre les pieds dans le 93… »,.
Le 17 octobre 2019, il annonce quitter le Conseil présidentiel des villes après une polémique lancée par un élu RN sur le port du voile par les accompagnatrices scolaires et l'appui à cette interdiction par un membre du Gouvernement.

#### Sur ses liens avec l'islam politique
Ses prises de positions médiatiques ou politiques défendant le port du voile islamique et attaquant des tenants d’une position plus dure vis-à-vis de la place des religions dans l’espace public l'amènent à être régulièrement accusé de complaisance envers l'islamisme. Yassine Belattar affirme être victime d'une campagne de calomnie.

### Rapport avec les associations musulmanes

#### Engagement auprès de ces associations
En décembre 2017, ses prises de position sur l'islamisme lui valent de voir plusieurs représentations de ses spectacles annulées. Certaines dates de son spectacle sont annulées ainsi que sa participation à une émission humoristique de France 2 présentée par Michel Drucker.

#### Critiques émises sur ces engagements
Quelques jours plus tard, un article de l'hebdomadaire Marianne titre « Yassine Belattar, faux clown et vrai danger ». Le service Checknews affirmera que les propos de Yassine Belattar dans son spectacle « Je ne suis pas Charlie, je ne suis pas un homme de slogan. Je ne choisis pas mes deuils. Je ne suis pas Charlie, je ne suis pas Nice, je suis Français et tout ça fait que je suis toujours en deuil quand il y a un malheur sur le territoire français » avaient été détournés. L'humoriste précise : « Je travaillais chez Siné Hebdo et j’avais expliqué à Charb mes désaccords avec la ligne éditoriale de Charlie Hebdo. Ce serait mesquin que je vienne dire ensuite “Je suis Charlie” ». Belattar annonce déposer plainte contre Valeurs actuelles, qui le présentait comme le « Dieudonné de Macron ».

### Sur le racisme et l'antiracisme
Le 19 novembre 2011, il anime le Festival du Changement avec François Hollande à Strasbourg, en présence d'Emmanuel Zemmour, président de l'UNEF, de Chema Triki, représentante du mouvement tunisien Ettakatol, de Guillaume Ayné, directeur général de l'association SOS Racisme, d'Eskil Pedersen, représentant de Arbeidernes Ungdomsfylking (jeunes travaillistes norvégiens) et rescapé de la tuerie d'Utøya.
Yassine Belattar suscite la colère de Marocains et de certains élus de Molenbeek,,, après des propos jugés racistes sur les réseaux sociaux lors d'un spectacle en France.
En 2020, il s'oppose à plusieurs reprises à Jean Messiha, membre du Rassemblement national et chrétien d'origine égyptienne, soulignant avec insistance ses origines arabes et l'insultant (« Il a une tête de chameau »).

### Positions politiques

#### Élections présidentielles en France
Yassine Belattar soutient Ségolène Royal à l'élection présidentielle de 2007, François Hollande en 2012 et Emmanuel Macron en 2017,.

#### Membre de l'instance du Conseil présidentiel des villes
Yassine Belattar et le président Emmanuel Macron entretiennent des relations proches. Yassine Belattar le considère comme un « frère »,. Il fait partie des nouveaux visiteurs de l'Élysée.
En mars 2018, Emmanuel Macron le nomme membre de l'instance du Conseil présidentiel des villes, animé par Anne de Bayser, secrétaire générale adjointe de l'Élysée,, qui vise à prendre des mesures pour les quartiers difficiles. Ce comité, composé de 25 membres qualifiés par Emmanuel Macron de « vraies gens des quartiers », a été placé en concurrence avec les élus de la République que sont les maires et les spécialistes reconnus de la politique de la ville lors de son intronisation le 22 mai 2018. Le rôle de Yassine Belattar dans la mise à l'écart d'un rapport sur le sujet par Jean-Louis Borloo en mai de la même année a par ailleurs été critiqué[Par qui ?]. Cette nomination est critiquée par l'ancien Premier ministre Manuel Valls, qui y voit un « signe de faiblesse » du président de la République. Yassine Belattar répond qu'il estime « (...) qu'il est plus français que Manuel Valls (..) ».
Le 17 octobre 2019, il démissionne du Conseil présidentiel des villes après une polémique lancée par l'élu RN Julien Odoul qui avait pris à partie une accompagnatrice scolaire portant le voile lors d'une séance du conseil régional de Bourgogne-Franche-Comté, lui demandant de retirer celui-ci, et l'appui à cette interdiction par deux membres du Gouvernement. Il considère ne pas pouvoir « siéger dans une institution qui voit les humiliations que subissent les habitants des quartiers non pas pour l'endroit d'où ils viennent mais bien pour ce qu'ils sont tout simplement »,.

## Affaires judiciaires

### Vis-à-vis des médias
Qualifié d'« islamiste » par Gilles-William Goldnadel dans l'émission Les Grandes Gueules, Yassine Belattar annonce vouloir porter plainte. L'intéressé se dit victime de la « jurisprudence [Tariq] Ramadan : un Arabe qui parle bien, c'est forcément qu'il a un double discours. Sujet-verbe-COD dans le bon ordre, c'est suspect. » Pour Rodolphe Belmer, « Il cherche à être l’incarnation de la jeunesse française dans une démarche progressiste de vivre ensemble. Il y a chez lui une dose de revendication communautaire, mais cette revendication va dans le sens d'une intégration républicaine. »
Le 20 novembre 2021, il est accusé par deux salariés de Livre Noir de les avoir séquestrés, menacés de mort ainsi que de leur avoir volé du matériel à l'issue d'une représentation au Théâtre de Dix heures. Cependant, Belattar et cinq témoins interrogés par Le Monde contestent la version du « nouveau média de droite ». Thomas Barbazan, qui produit son spectacle, dénonce des « méthodes trumpistes : créer des fake et se victimiser pour montrer que les immigrés sont des sauvages. ». Entendu par la police début janvier 2022, Yassine Belattar devrait être jugé pour « violences n’ayant pas entraîné d’incapacité de travail » contre le journaliste du média Livre Noir. Il est relaxé le 24 avril 2024 dans cette affaire, les images de vidéo surveillance l'ayant innocenté des accusations de séquestration et menace de mort de Jordan Florentin et de son compère.

### Vis-à-vis de la police
Le 20 février 2018, Yassine Belattar est invité par Emmanuel Macron lors d'un déplacement aux Mureaux mais arrive trop tard pour rejoindre le cortège présidentiel. Après une altercation avec une policière, il est placé en garde à vue pour « outrage sur personne dépositaire de l'ordre public ». Il lui présente ses excuses deux jours plus tard et tire un sketch de cette expérience.

### Condamnation pour menaces de mort et de crimes à l’encontre de personnalités du monde du spectacle
Début 2019, Yassine Belattar est coup sur coup mis en accusation par Bruno Gaccio, humoriste et figure de la chaîne française Canal +, et Jessie Claire, animatrice de radio et de télévision. Gaccio l'accuse de diffamation (à la suite d'une possible accusation de pédophilie à l'encontre de Gaccio de la part de Belattar) et menace de mort, alors que Jessie Claire l'accuse de harcèlement professionnel. Ces deux accusations aboutissent à deux dépôts de plaintes. La magistrate ne retient finalement pas le harcèlement moral dont l'accusait cette ancienne collaboratrice de France 4. Elle écarte également les menaces de mort dont l'accusait Bruno Gaccio, estimant qu'« aucun élément de la procédure ne (démontrait) l'existence » de ces faits.
Mediapart, après 18 mois d’enquête, publie également un article avec une quinzaine de témoignages l’accusant de menaces et de comportements humiliants dans un cadre professionnel ou para-professionnel. Le journaliste qui l’interviewe en 2018 et 2019 se voit également accusé de racisme par ce dernier. En réponse et en substance, Yassine Belattar reconnaît certaines menaces et plusieurs conflits professionnels, mais il donne aussi sa version des faits et nie le caractère répréhensible de ses actions.
Le 26 mars 2019, il est placé en garde à vue dans le cadre de ces enquêtes. Il sort libre après deux jours de garde à vue et est placé sous contrôle judiciaire (avec interdiction d’entrer en contact avec les protagonistes de ces affaires) pour « “menaces de mort”, “menaces de crimes réitérés”, “envois réitérés de messages malveillants” et “harcèlement moral” »,. Le patron de Radio Nova, Bernard Zekri, choisit de le maintenir à l'antenne.
Il est alors déprogrammé du festival entre humoristes Rire Ensemble 2019 à Bruxelles consacré au thème du harcèlement.
Le 21 septembre 2021, à l'issue des investigations, une juge d'instruction du tribunal de Paris ordonne un procès contre Yassine Belattar, « pour des appels malveillants en 2017, des menaces de mort réitérées en 2018 et 2019, ainsi que des menaces de crimes réitérées en 2018. » Il doit être jugé en septembre 2023.
En septembre 2023, le tribunal correctionnel de Paris le condamne à quatre mois d’emprisonnement avec sursis. La justice estime que les faits de menaces de mort et de crimes à l’encontre du metteur en scène Kader Aoun étaient « établis et objectivés » par les enregistrements de plusieurs appels téléphoniques. L’humoriste est également reconnu coupable de conversations malveillantes à l’égard du comédien Kevin Razy. Il est condamné à verser 500 euros de dommages-intérêts à ce dernier. Yassine Belattar a en revanche été relaxé des faits de menaces de mort visant David Weisbrod, directeur de production de Kader Aoun. Sa peine de quatre mois de prison avec sursis est assortie d’une obligation de soins et d’une interdiction de rencontrer les victimes,.